# Burg Rickelskopf

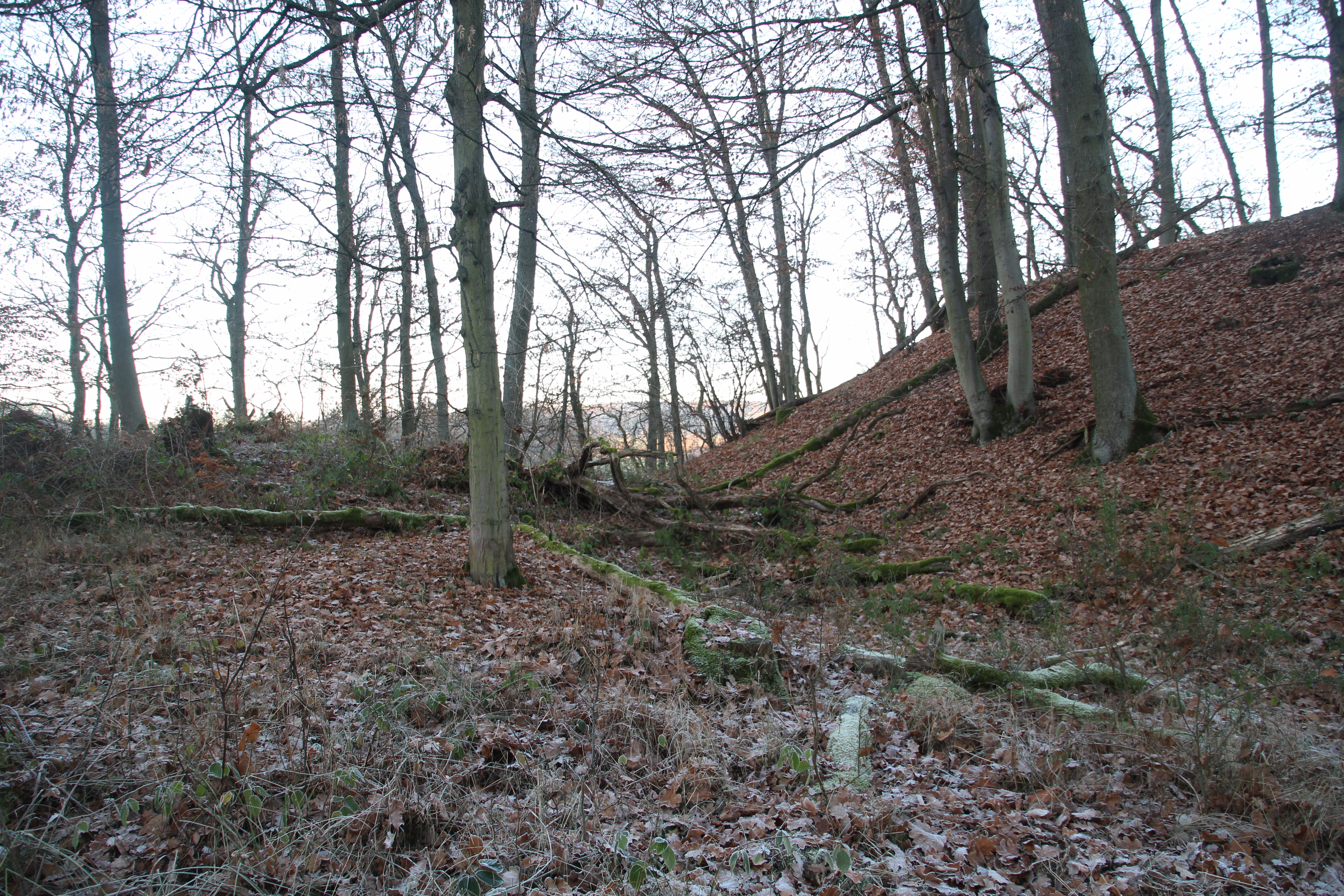
Der teils von Totholz verdeckte Halsgraben im Südwesten

Die Burg Rickelskopf ist eine abgegangene Höhenburg auf 230 m ü. NHN etwa 600 Meter südlich des kleinen Dorfs Stedebach, einem Ortsteil der Gemeinde Weimar im Landkreis Marburg-Biedenkopf in Hessen.

## Geschichte
Die Burg stand auf dem Rickelskopf, einer nach Nordwesten vorspringenden, kleinen bewaldeten Kuppe, etwa 25 Meter über dem Quellgrund des Stedebachs. Wie auf Grund dort geborgenen Scherbenmaterials geschlossen wird, wurde die Burganlage um 800 angelegt, und sie scheint kaum über das 10. Jahrhundert hinaus bestanden zu haben.

## Beschreibung
Die von einer Ringmauer umgebene Anlage war nahezu kreisrund, mit einem äußeren Durchmesser von 32 Metern.
Auf der umschlossenen bebaubaren Innenfläche von rund 22 Meter Durchmesser sind Spuren ehemaliger Steinbauten sowie Gruben feststellbar. Reste der verfallenen Ringmauer sind noch in Form von Wällen vorhanden. Auch Reste des Halsgrabens, der die Anlage im Südwesten sichelförmig gegen den anschließenden flachen Feldrücken sicherte, sind noch sichtbar.